# Dorothea Wieck

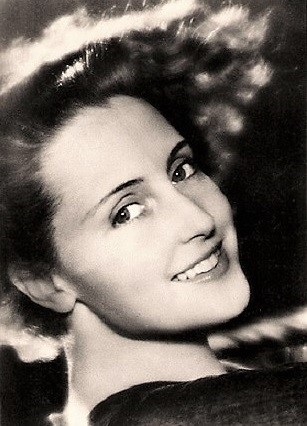
Dorothea Wieck.

Dorothea Wieck, född 3 januari 1908 i Davos, Schweiz, död 19 februari 1986 i Västberlin, var en tysk skådespelare. Wieck filmdebuterade 1926 och medverkade fram till 1962 i ett femtiotal filmer. Inom TV var hon verksam till 1973. Hon har belönats med tyska hedersfilmpriset Filmband in Gold.

## Filmografi, urval
- 1931 – Brytningstider
- 1932 – Grevinnan Maritza
- 1932 – Kärlekspensionatet
- 1953 – Lindansaren (ej krediterad)
- 1955 – En sjuttonårings liv
- 1958 – Tid att älska, dags att dö
- 1960 – Högt spel för friheten (ej krediterad)